# Afrotrogus rufipedalis
Afrotrogus rufipedalis là một loài tò vò trong họ Ichneumonidae.